# Gemma Galgani
Gemma Galgani (Capannori, província de Lucca, 12 de març de 1878 - Lucca, 11 d'abril de 1903) va ser una jove mística vinculada a la congregació de les Religioses de la Passió de Jesucrist. És venerada com a santa per l'Església catòlica.

## Biografia
Gemma Galgani era filla de l'apotecari Emilio Galgani i Aurelia Morelli, que va morir quan ella tenia set anys. El seu pare va morir quan tenia divuit anys; llavors va ajudar la seva tia a criar els germans petits. Va refusar dues propostes de matrimoni, ja que volia consagrar-se a la religió. Va entrar com a majordoma a la casa de la família Giannini, que li tenia molt afecte i gairebé la tractà com una filla. Amb ells, Gemma anà a la ciutat de Lucca, on va conèixer la venerable Maria Eugenia Giannini, que més tard fou monja passionista i que fundaria la Congregació Missionera de les Filles de Santa Gemma.
De salut feble, als vint anys es va guarir d'una meningitis greu; va considerar que havia estat un miracle i el va atribuir a sant Gabriel de la Dolorosa, llavors venerable, a qui havia pregat fervorosament. Per aquesta poca salut, no va poder ingressar, com volia, a la congregació de les Monges Passionistes. No obstant això, sempre s'ha considerat vinculada a l'orde, com si en formés part, ja que vivia com una monja passionista i se'n sentia membre.
També va conèixer el pare Germano Ruoppolo, sacerdot passionista, que esdevindria confessor de la jove i li va fer escriure, entre el febrer i el maig de 1901, la seva autobiografia: Il quaderno dei miei peccati. La noia es va distingir per la seva pietat i la devoció envers Crist i l'eucaristia i freqüentava l'església de Santa Maria della Rosa. Va rebre els estigmes: tres dies la setmana, durant almenys tres anys, Gemma tenia estigmes a les mans i als peus, que després desapareixien. També es va fer famosa per les visions que tenia de l'Àngel de la Guarda. El 1902 Gemma Galgani va tenir una visió segons la qual Crist volia que es fundés un convent de monges passionistes a Lucca, i dedicà des de llavors els seus esforços per aconseguir-ho.
Va morir, probablement de tuberculosi, a Lucca l'11 d'abril de 1903, als 25 anys.

## Veneració
Va ésser canonitzada per Pius XII el 1940, esdevenint la primera santa del segle xx. El seu cos, incorrupte, es conserva al santuari passionista de Lucca, on és lloc de pelegrinatge.

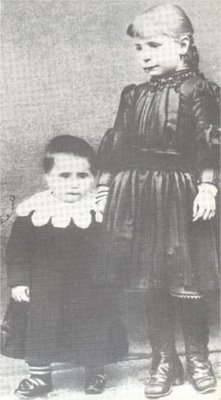
Gemma als set anys, amb un germà
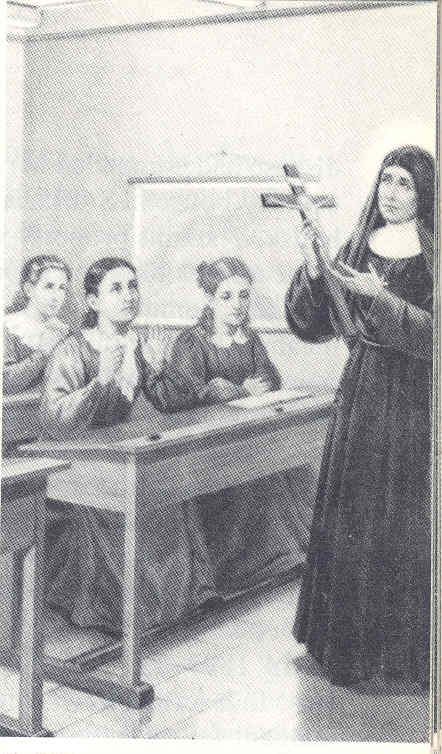
Gemma a l'escola
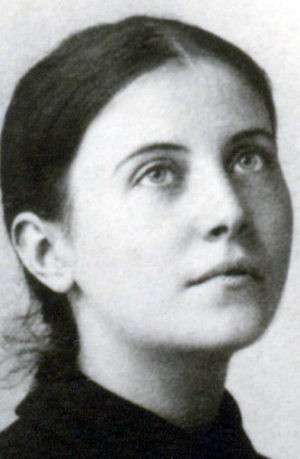
Fotografia de la santa, ca. 1902
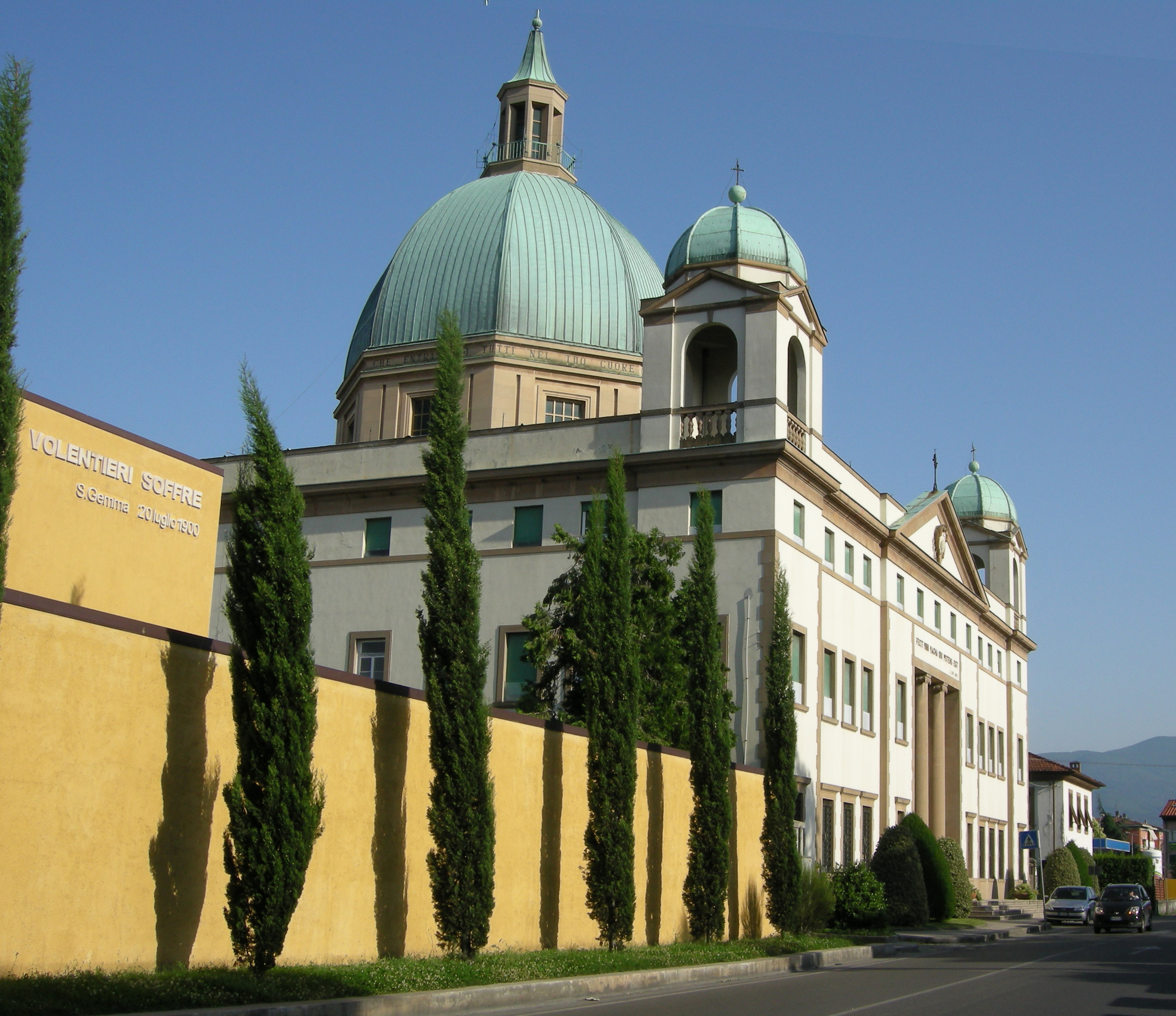
Monestir-santuari de Santa Gemma Galgani (Lucca)